# 美浦修
美浦 修（みうら おさむ、1961年1月1日 - ）は、東京都出身のプロゴルファー。

## 来歴
1983年にプロ入り。
1984年の埼玉オープンでは初日に69で金谷多一郎・須貝昇と並んでの3位タイでスタートし、最終日には小川清二・金谷に次ぐと同時に新井規矩雄・川俣茂・須貝を抑えて3位に入った。
1991年のPGAフィランソロピートーナメントタケダカップを最後にレギュラーツアーから引退。
ツアー引退後は、目黒区「東急ゴルフスクール碑文谷」のティーチングプロとなった。

## 主な著書
- 『ゴルフ練習場でうまくなる本』（西東社、1991年4月1日、ISBN 978-4-79160468-5） - 監修担当。